# Corseaux
Corseaux é uma comuna da Suíça, situada no distrito do Riviera-Pays-d'Enhaut, no cantão de Vaud. Tem 1,06 km² de área e sua população em 2018 foi estimada em 2.282 habitantes.